# Фадеев, Леонид
Леонид Фадеев (псевдоним, настоящее имя — Леонид Яковлевич Гендель; род. 29 июня 1944, Москва) — советский и российский биофизик, поэт-песенник, автор слов к песням многих известных эстрадных композиторов СССР и России.

## Биография
Родился 29 июня 1944 года в Москве в семье известного инженера-строителя Якова Савельевича Генделя, возглавлявшего строительство зданий на улице Горького (ныне Тверской), восстановление поврежденного бомбардировкой здания МГУ на Моховой, строительство гостиницы «Москва» и города Зеленограда.
В 1951 году Леонид пошёл в школу. Занимался в литературной студии, участвовал в литературных конкурсах школьников и публиковался в журнале «Пионер». При всей любви сына к литературе и явным склонностям к сочинительству, отец настаивал на том, чтобы он всё-таки продолжил семейную профессиональную традицию, связанную со строительством. Но в отличие от братьев, ставших впоследствии инженерами-строителями, Леонид поступает на биологический факультет МГУ на кафедру биофизики.

## Научная деятельность
Окончив Московский государственный университет имени М. В. Ломоносова с отличием, продолжает обучение в аспирантуре Института химической физики АН СССР, защищает кандидатскую («Исследование методами ЭПР и спиновых зондов функциональных конформационных изменений биологических мембран», 1973), а в дальнейшем и докторскую («Физико-химические особенности распределения гидрофобных спин-меченых неэлектролитов в биологических мембранах», 1987) диссертации.
Действительный член РАЕН и Нью-Йоркской академии наук. Является известным специалистом в области биофизики и мембранологии.
Работы Л. Я. Генделя положили начало применению метода спиновых зондов в биологии. С использованием этого метода им открыты структурные изменения клеточных мембран, связанные с их функционированием, в том числе им впервые обнаружены фотоиндуцированные структурные переходы в фоторецепторной мембране палочек сетчатки, являющиеся важным звеном процесса зрения.
В исследованиях Л. Я. Генделя выявлены новые закономерности мембранного транспорта органических соединений (антиоксидантов, лекарств и др.). Сформулированный ученым «Принцип соответствия» открывает новые возможности в области направленного синтеза биологически активных препаратов.
Работы Л. Я. Генделя внесли важный вклад в развитие представлений о структурной лабильности биомембран в норме и при воздействии на них различных химических и физических факторов и патологии.

## Творчество

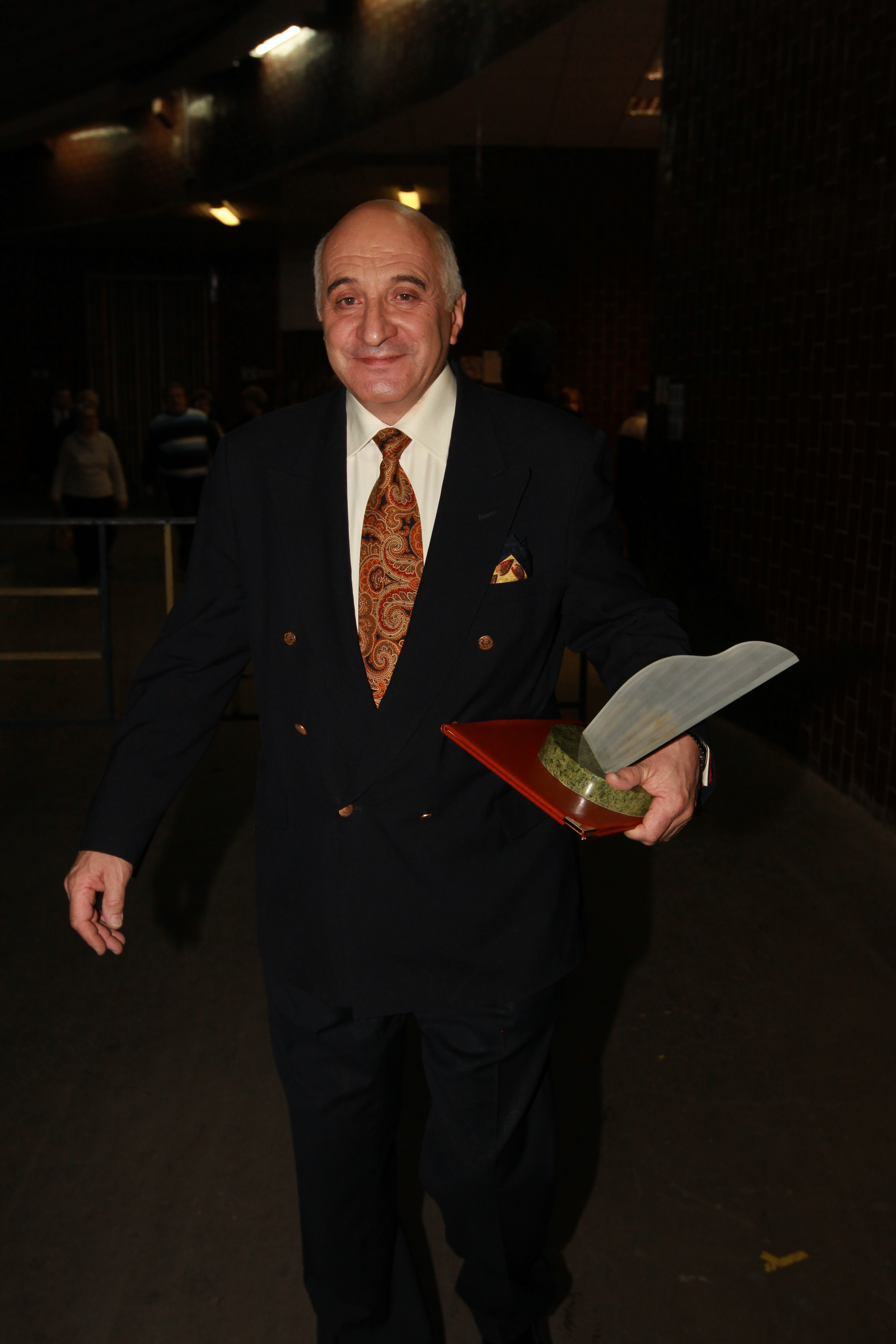
С премией «Песня года — 2010»

Параллельно с научной деятельностью, взяв в качестве псевдонима фамилию жены Елены, Леонид пишет свои первые песни.
Начиная с 1974 года песни на стихи Леонида Фадеева исполняют различные эстрадные и джазовые коллективы, в том числе оркестр под управлением О. Лундстрема, оркестр «Современник» под управлением А. Кролла и др. В те же годы им были написаны песни с Н. Богословским, Г. Пятигорским и др. композиторами.
В 1979 году началось активное творческое сотрудничество с композитором и певцом Ю. Антоновым. Песни «Анастасия» (1979), «Море» (1981), «Двадцать лет спустя» (1981), «Я вспоминаю» (1980), «Дорога к морю» (1981) и многие другие получили широкую известность и были изданы миллионными тиражами на различных аудионосителях. Многие из этих песен вошли в саундтрек к фильму «Берегите женщин». Также в соавторстве с Ю. Антоновым была написана заглавная песня телефестиваля «Шире круг» с одноимённым названием, которую исполнил ансамбль «Синяя птица».
Леонид Фадеев работает с ведущими отечественными композиторами: Ю. Антоновым, Д. Тухмановым, И. Крутым, Р. Паулсом, А. Пугачёвой и другими. Большинство из этих песен в разное время становятся лауреатами фестиваля «Песня года».
Песня «Чистые пруды» на музыку Д. Тухманова в исполнении Игоря Талькова вошла в список лучших 100 песен 20-го века в телепрограмме «Достояние республики».
В 1996 году начинается сотрудничество Леонида Фадеева с композитором Игорем Крутым. Ими написаны песни «На Ордынке», «Пусть тебе приснится Пальма-де-Майорка», «Острова любви», «Маленькое кафе», «Я тебя не придумала» и многие другие.
Песни на стихи Фадеева исполняют Ю. Антонов, Л. Лещенко, В. Леонтьев, А. Пугачёва, А. Буйнов, Л. Долина, Ф. Киркоров, М. Шуфутинский, Л. Вайкуле, Алсу, С. Лазарев и другие.
Леонид Фадеев является действительным членом Союза писателей и многократным лауреатом фестиваля «Песня года». У него взрослая дочь Екатерина и двое внуков Саша и Миша. Он продолжает сотрудничать с ведущими деятелями отечественной эстрады, а также работает с начинающей группой «Юго-Запад». Издательство «Собрание» выпустило в свет его поэму-сказку «Страсти-мордасти», к изданию готовятся ещё несколько книг стихов для детей и взрослых. В 2010 году Леонид Фадеев награждён премией «Поэт Года».

### Список песен

#### Музыка Юрия Антонова
- «Анастасия». Музыка Ю. Антонова, исполнитель Ю.Антонов
- «Я вспоминаю». Музыка Ю. Антонова, исполнитель Ю.Антонов
- «Двадцать лет спустя». Музыка Ю. Антонова, исполнитель Ю.Антонов
- «Море». Музыка Ю. Антонова, исполнитель Ю. Антонов
- «Я не жалею ни о чём». Музыка Ю. Антонова, исполнитель Ю. Антонов
- «Дорога к морю». Музыка Ю. Антонова, исполнитель Ю. Антонов
- «Гадкий утёнок». Музыка Ю. Антонов, исполнитель Ю. Антонов
- «Уходит молодость моя». Ю. Антонов, исполнитель Ю. Антонов
- «Давай не будем спешить». Музыка Ю. Антонова, исполнитель Ю. Антонов
- «Берегите женщин». Музыка Ю. Антонова, исполнитель Ю. Антонов
- «Радуга». Музыка Ю. Антонова, исполнитель С.Беликов
- «Ах, весна». Музыка Ю. Антонова, исполнитель Е. Семёнова

#### Музыка Давида Тухманова
- «Чистые пруды» (муз. Давида Тухманова), исп. Игорь Тальков
- «Воздушные замки». Музыка Д. Тухманова, исполнитель И. Аллегрова
- «Женщины». Музыка Д.Тухманова, исполнитель Л. Лещенко, лауреат Песня-84

#### Музыка Игоря Крутого
- «Маленькое кафе». Музыка И. Крутого, исполнитель В. Леонтьев, И.Тальков
- «Когда кончается день». Музыка И. Крутого, исполнитель В. Леонтьев
- «Осень в Филадельфии» (муз. Игоря Крутого), исп. Михаил Шуфутинский
- «На Ордынке» (муз. Игоря Крутого), исп. Вадим Байков
- «Пусть тебе приснится Пальма-де-Майорка» (муз. Игоря Крутого), исп. Михаил Шуфутинский
- «Острова любви» (муз. Игоря Крутого), исп. Александр Буйнов
- «Давай уедем на сафари». Музыка И. Крутого, исполнитель М. Шуфутинский
- «Не твоя вина». Музыка И. Крутого, исполнитель Ф. Киркоров, Анатолий Алёшин
- «Белая бабочка дня». Музыка И. Крутого, исполнитель А. Буйнов
- «Я замерзаю без тебя». Музыка И. Крутого, исполнитель В. Сташевский
- «Два часа дождя». Музыка И. Крутого, исполнитель В. Сташевский
- «Мир грёз». Музыка И. Крутого, исполнители Л. Лещенко и А. Агурбаш
- «На золотом песке Майями». Музыка И. Крутого, исполнитель Л. Вайкуле
- «Осенний океан». Музыка И. Крутого, исполнитель А. Буйнов
- «Поезд в горах». Музыка И. Крутого, исполнитель А. Буйнов
- «Я тебя не придумала[2]». Музыка И. Крутого, исполнитель Алсу
- «Ты восьмое чудо света». Музыка И. Крутого, исполнитель Алсу.

#### Музыка других композиторов
- «Ностальгия в Риме». Музыка А. Пугачёвой, исполнитель А. Пугачева
- «Белые туманы». Музыка Р. Паулса исполнители Е. и Т. Базыкины
- «Рыжий коккер». Музыка А. Самойлова, исполнитель Л. Долина
- «О хорошем». Музыка А. Барыкина, исполнитель Р. Саед-Шах
- «Полёт». Слова Л. Фадеева и Е. Фадеевой, Музыка Е. Фадеевой и А. Лантрата, исполнитель Е. Фадеева
- «Ожидание». Музыка А. Кролла, исполнитель Л. Серебренников

### Фильмография
- 1981 — «Берегите женщин», реж. В.Макаров и А. Полынников, муз. Ю. Антонов
- 1985 — «Зимний вечер в Гаграх», реж. К. Шахназаров, муз. А. Кролл